# Куя (місто)
Куя — невелике місто, розташоване за 106 км на південь від Арики поруч із долиною Камаронес на південному березі річки Камаронес. Адміністративний центр комуни Камаронес.

## Демографія

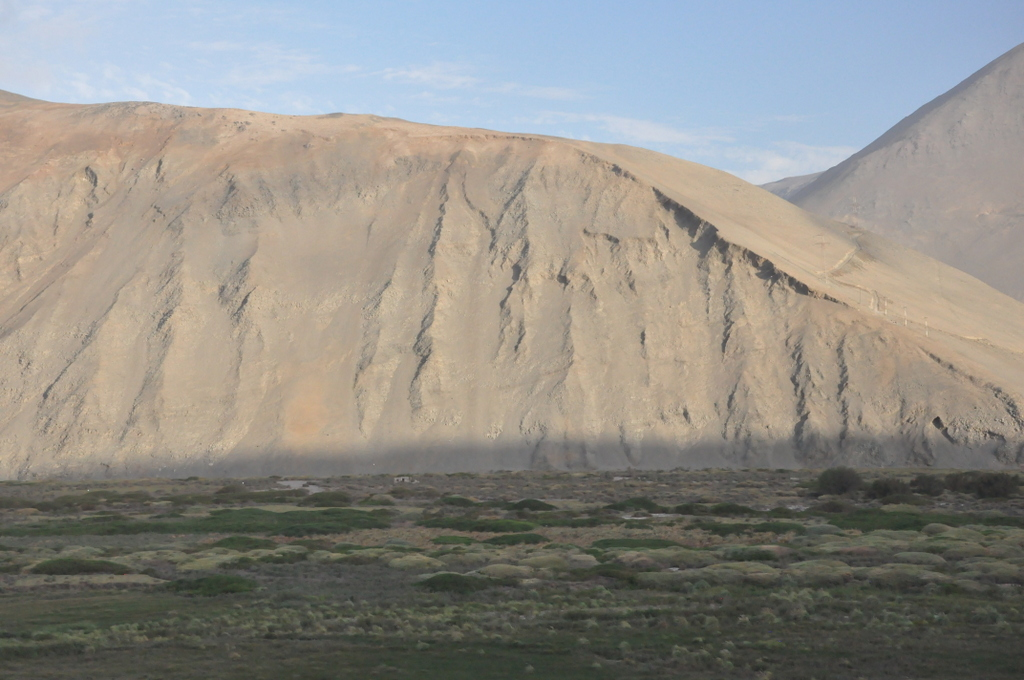
Долина Камаронес в секторі Куйя, Оріенте, вид з траси 5S.

| Місцезнаходження | Категорія | Населення (перепис населення 2002) | Чоловіче населення | Жіноче населення |
| ---------------- | --------- | ---------------------------------- | ------------------ | ---------------- |
| Куя              | місто     | 64                                 | 34                 | 30               |